# Liwa al-Umma
Le Liwa al-Umma (arabe : لواء الامة, « La Brigade de la Oumma ») est un groupe rebelle de la guerre civile syrienne.

## Affiliations

Logo de Liwa al-Umma en 2012.
Drapeau de Liwa al-Umma depuis 2014.

Formé vers fin 2011, le groupe, initialement indépendant, rallie l'Armée syrienne libre vers août ou septembre 2012, il s'en sépare en 2014 et rejoint l'Alliance Muhajirin wa-Ansar, une coalition de groupes salafistes,.

## Effectifs et commandement
Le groupe est fondé par Mahdi al-Harati, un Irlando-libyen, chef rebelle de la Brigade de Tripoli lors de la première guerre civile libyenne. En 2012, Harati revendique 6 000 combattants et affirme que 90 % de ses membres sont Syriens,. Harati regagne la Libye en septembre 2012, officiellement pour raison médicale. En janvier 2014, le chercheur Aron Lund indique que Liwa al-Umma n'est plus qu'un groupe mineur avec de faibles effectifs.